# El médico
Le Médecin
El médico (« Le Médecin ») est une peinture réalisée par Francisco de Goya en 1780 et faisant partie de la quatrième série des cartons pour tapisserie destinée à l'antichambre du Prince des Asturies au Palais du Pardo.

## Contexte de l'œuvre
Tous les tableaux de la quatrième série sont destinés à l'antichambre du Prince des Asturies, c'est-à-dire de celui qui allait devenir Charles IV et de son épouse Marie Louise de Parme, au palais du Pardo. Le tableau fut livré à la Fabrique royale de tapisserie en 1780.
Il fut considéré perdu jusqu'en 1869, lorsque la toile fut découverte dans le sous-sol du Palais royal de Madrid par Gregorio Cruzada Villaamil, et fut remise au musée du Prado en 1870.
La série était composée de El Ciego de la guitarra, El Columpio, Las Lavanderas, La Novillada, El Resguardo de tabacos, El Muchacho del pájaro et El Niño del árbol, Los Leñadores, El Majo de la guitarra, La Cita, El Médico, El Balancín et deux cartons perdus, El Perro et La Fuente.

## Analyse
Cette peinture, comme nombre de toiles de Goya, anticipe l'impressionnisme, par la façon dont il représente les lumières des saisons. La scène a lieu au crépuscule d'une journée d'hiver et les personnages sont éclairés par la lumière d'un feu. La toile est clairement inspirée de l'œuvre de Bassano et du Tintoret.
Le manteau du médecin occupe l’essentiel de l'image et attire l'œil du spectateur. Deux étudiants apparaissent dans le fond, mais c’est le brasier couleur de bronze qui illumine la composition. Goya applique ici diverses techniques reprises de l'époque baroque, en particulier pour le manteau rouge, les livres, et les cous.